# Urs Siegenthaler
Urs Siegenthaler (* 23. November 1947 in Basel) ist ein ehemaliger Schweizer Fussballspieler und -trainer. Von 2005 bis 2021 arbeitete er als Spielbeobachter für die  deutsche Nationalmannschaft.

## Karriere als Spieler und Trainer
Siegenthaler spielte ab 1957 beim FC Basel und durchlief alle Jugendteams. Mit 18 Jahren debütierte er als Verteidiger bei den Senioren. Hauptberuflich war der gelernte Architekt in der Baubranche tätig.
Mit dem FC Basel wurde der Defensivspieler unter Trainer Helmut Benthaus und neben Mitspielern wie Ottmar Hitzfeld und Karl Odermatt fünfmal Meister sowie zweimal Cupsieger. Seine Karriere beendete er nach Stationen bei Neuchâtel Xamax und den Young Boys Bern beim FC Basel.
1978 erlangte Siegenthaler an der Sporthochschule Köln das Trainerdiplom. Im Sommer 1979 begann seine Laufbahn als Trainer in der Schweiz, so war er zunächst beim FC Laufen, dann als Jugendtrainer beim FC Grenchen und ab 1984 als Trainerausbilder des Schweizerischen Fussballverbandes für die Mannschaften verantwortlich. Von 1987 bis 1990 war er Cheftrainer des FC Basel, mit dem er 1988 abstie. Danach arbeitete er bis Sommer 2004 als Co-Trainer für die Schweizer Fussballnationalmannschaft, u. a. neben Uli Stielike, Roy Hodgson, Artur Jorge, Rolf Fringer, Gilbert Gress und Köbi Kuhn.

## Spielerbeobachter beim DFB
Joachim Löw, von 2004 bis 2006 Co-Trainer der Nationalmannschaft Deutschlands und seit 2006 hauptverantwortlicher Trainer der Nationalmannschaft, war als Spieler und Trainer u. a. auch in der Schweiz tätig (u. a. in Schaffhausen und in Winterthur). Dadurch hatte sich Löw ein Netzwerk in die Schweiz und auch ein gutes Verhältnis zu Siegenthaler aufgebaut; Löw holte Siegenthaler als Chefscout zum DFB. Siegenthaler übernahm die Aufgabe, die zunächst für Berti Vogts vorgesehen war. Seinen ersten Einsatz hatte Siegenthaler beim FIFA-Konföderationen-Pokal 2005 in Deutschland. In den deutschen Medien wurde die Berufung zunächst mit Skepsis gesehen.
Im Februar 2010 nahm Siegenthaler ein Angebot des Hamburger SV an, dort ab August 2010 drei Jahre als sportlicher Leiter zu arbeiten. Vier Tage vor dem vereinbarten Beginn sagte Siegenthaler ab. Grund war, dass der DFB ihm versagte, in Doppelfunktion beim HSV und für die Nationalmannschaft zu arbeiten. Dies wiederum begründete sich darin, dass Joachim Löws Vertrag mit dem DFB nach dem erfolgreichen Abschneiden bei der Weltmeisterschaft 2010 verlängert worden war und dieser sein Team zusammenhalten wollte – als Siegenthaler im Februar 2010 den Vertrag beim HSV unterschrieben hatte, war die Zukunft des Bundestrainers noch ungewiss gewesen. Siegenthaler entschied sich letztlich für seine Arbeit beim DFB. Gemeinsam mit Löw wurde Siegenthaler am 11. November 2021 vom DFB offiziell verabschiedet.
Zwischen März und September 2016 war Siegenthaler Mitglied im Verwaltungsrat des BSC Young Boys.